# Lissomphalia bithynoides
Lissomphalia bithynoides là một loài ốc biển, là động vật thân mềm chân bụng sống ở biển thuộc họ Skeneidae.